# Туртаба (Мехединци)
Туртаба (рум. Turtaba) насеље је у Румунији у округу Мехединци у општини Исверна. Oпштина се налази на надморској висини од 458 m.

## Становништво
Према подацима из 2002. године у насељу је живело 219 становника, од којих су сви румунске националности.